# دیوید کورک
دیوید کورک (انگلیسی: David Cork؛ زادهٔ ۲۸ اکتبر ۱۹۶۲) فوتبالیست اهل بریتانیا است. وی در پست مهاجم باری می‌کند.
از باشگاه‌هایی که در آن بازی کرده‌است می‌توان به باشگاه فوتبال آرسنال، باشگاه فوتبال بوستون یونایتد، باشگاه فوتبال اسکانتورپ یونایتد، باشگاه فوتبال هادرزفیلد تاون، و باشگاه فوتبال وست برومویچ آلبیون اشاره کرد. وی در سال ۱۹۷۸ با آرسنال قرارداد امضا کرد.